# Braunschweiger Turn- und Sportverein Eintracht von 1895 2005-2006
Questa voce raccoglie le informazioni riguardanti il Eintracht Braunschweig nelle competizioni ufficiali della stagione 2005-2006.

## Stagione
Nella stagione 2005-2006 l'Eintracht Braunschweig, allenato da Michael Krüger, concluse il campionato di 2. Bundesliga al 12º posto. In Coppa di Germania l'Eintracht Braunschweig fu eliminato al secondo turno dal Friburgo.

## Rosa
| N. |                                 | Ruolo | Calciatore         |
| -- | ------------------------------- | ----- | ------------------ |
| 2  | Germania (bandiera)             | D     | Dennis Brinkmann   |
| 3  | Germania (bandiera)             | C     | Alessandro Caruso  |
| 4  | Germania (bandiera)             | C     | Torsten Sümnich    |
| 5  | Germania (bandiera)             | D     | Torsten Jülich     |
| 6  | Germania (bandiera)             | D     | Martin Amedick     |
| 7  | Germania (bandiera)             | C     | Benjamin Siegert   |
| 8  | Germania (bandiera)             | C     | Daniel Graf        |
| 9  | Germania (bandiera)             | A     | Dustin Heun        |
| 10 | Bosnia ed Erzegovina (bandiera) | C     | Nermin Celikovic   |
| 11 | Turchia (bandiera)              | A     | Ahmet Kuru         |
| 12 | Germania (bandiera)             | P     | Thorsten Stuckmann |
| 13 | Germania (bandiera)             | D     | René Wegner        |
| 14 | Germania (bandiera)             | C     | Finn Holsing       |

| N. |                     | Ruolo | Calciatore           |
| -- | ------------------- | ----- | -------------------- |
| 15 | Germania (bandiera) | D     | Marco Grimm          |
| 16 | Germania (bandiera) | C     | Martin Hauswald      |
| 17 | Polonia (bandiera)  | A     | Michał Janicki       |
| 18 | Germania (bandiera) | A     | Lars Fuchs           |
| 19 | Germania (bandiera) | D     | Jan Tauer            |
| 21 | Germania (bandiera) | A     | Jürgen Rische        |
| 22 | Germania (bandiera) | P     | Alexander Kunze      |
| 23 | Germania (bandiera) | C     | Torsten Lieberknecht |
| 24 | Germania (bandiera) | C     | Kosta Rodrigues      |
| 25 | Germania (bandiera) | C     | Mohammed Basar       |
| 26 | Germania (bandiera) | C     | Patrick Bick         |
| 32 | Germania (bandiera) | P     | Nico Lauenstein      |

## Organigramma societario
Area tecnica
- Allenatore: Michael Krüger
- Allenatore in seconda: Willi Kronhardt
- Preparatore dei portieri: Uwe Hain
- Preparatori atletici:

## Calciomercato

### Sessione estiva
| Acquisti | Acquisti          | Acquisti             | Acquisti |
| R.       | Nome              | da                   | Modalità |
| -------- | ----------------- | -------------------- | -------- |
| D        | Dennis Brinkmann  | Alemannia Aquisgrana |          |
| C        | Alessandro Caruso | Saarbrücken          |          |
| C        | Martin Hauswald   | Union Berlino        |          |
| A        | Dustin Heun       | Uerdingen 05         |          |
| C        | Finn Holsing      | Arminia Bielefeld    |          |
| A        | Michał Janicki    | Wolfsburg II         |          |

| Cessioni | Cessioni          | Cessioni            | Cessioni |
| R.       | Nome              | da                  | Modalità |
| -------- | ----------------- | ------------------- | -------- |
| D        | Sebastian Backer  | SC Fürstenfeldbruck |          |
| C        | Mirko Burgdorf    | E. Braunschweig II  |          |
| A        | Dominik Jansen    | Schalke 04 II       |          |
| A        | Denni Patschinsky | Coblenza            |          |
| C        | Stefan Pientak    | Magdeburgo          |          |
| P        | Jan Spoelder      | E. Braunschweig II  |          |

### Sessione invernale
| Acquisti | Acquisti | Acquisti | Acquisti |
| R.       | Nome     | da       | Modalità |
| -------- | -------- | -------- | -------- |

| Cessioni | Cessioni | Cessioni | Cessioni |
| R.       | Nome     | da       | Modalità |
| -------- | -------- | -------- | -------- |

## Risultati

### 2. Bundesliga

#### Girone di andata
| Arbitro: | Schalk |

|                                |           |            |
| Berhalter 75’ (rig.) Kioyo 89’ | Marcatori | 21’ Rische |

| Arbitro: | Gräfe |

|                          |           |           |
| Rische 16’, 33’ Kuru 39’ | Marcatori | 72’ Bamba |

| Arbitro: | Seemann |

|                                       |           |                        |
| von Walsleben-Schied 4’ Arvidsson 72’ | Marcatori | 61’, 69’ Graf 86’ Kuru |

| Arbitro: | Lupp |

|                         |           |  |
| Fuchs 12’, 85’ Kuru 65’ | Marcatori |  |

| Arbitro: | Drees |

|            |           |          |
| Stanić 88’ | Marcatori | 38’ Kuru |

| Arbitro: | Stark |

|                               |           |  |
| Schumann 68’ (aut.) Fuchs 90’ | Marcatori |  |

| Arbitro: | Schmidt |

|              |           |  |
| Agostino 76’ | Marcatori |  |

| Braunschweig 2 ottobre 2005, ore 15:00 CEST 8ª giornata | Eintracht Braunschweig | 0 – 0 referto | Friburgo | Stadion an der Hamburger Straße (21 800 spett.)\| Arbitro: \| Brych \| |
| Arbitro:                                                | Brych                  |               |          |                                                                        |

| Braunschweig 16 ottobre 2005, ore 15:00 CEST 9ª giornata | Eintracht Braunschweig | 0 – 0 referto | Bochum | Stadion an der Hamburger Straße (22 100 spett.)\| Arbitro: \| Perl \| |
| Arbitro:                                                 | Perl                   |               |        |                                                                       |

| Arbitro: | Stachowiak |

|                            |           |  |
| Müller 27’ Schulp 30’, 45’ | Marcatori |  |

| Arbitro: | Pickel |

|          |           |  |
| Bick 40’ | Marcatori |  |

| Arbitro: | Fleischer |

|                               |           |             |
| Ebbers 46’ Amedick 87’ (aut.) | Marcatori | 73’ Amedick |

| Arbitro: | Kempter |

|                       |           |                       |
| Gospodarek 19’ (aut.) | Marcatori | 23’ Herzig 56’ Krejčí |

| Arbitro: | Walz |

|  |           |                       |
|  | Marcatori | 63’ Siegert 85’ Fuchs |

| Arbitro: | Fischer |

|          |           |  |
| Bick 52’ | Marcatori |  |

| Arbitro: | Kuhl |

|             |           |  |
| Teinert 37’ | Marcatori |  |

| Arbitro: | Brombacher |

|          |           |                     |
| Graf 90’ | Marcatori | 50’ Amri 63’ Örtülü |

#### Girone di ritorno
| Arbitro: | Dingert |

|                                    |           |  |
| Jovanović 10’, 35’ Patschinski 24’ | Marcatori |  |

| Arbitro: | Grudzinski |

|  |           |          |
|  | Marcatori | 62’ Bick |

| Arbitro: | Brych |

|          |           |  |
| Kuru 72’ | Marcatori |  |

| Arbitro: | Pickel |

|                             |           |  |
| Diabang 39’ (rig.) Dorn 89’ | Marcatori |  |

| Arbitro: | Stachowiak |

|                                      |           |                                      |
| Holsing 10’ Kuru 15’ Bick 86’ (rig.) | Marcatori | 5’ Agostino 37’ Lehmann 55’ Gebhardt |

| Arbitro: | Schmidt |

|  |           |           |
|  | Marcatori | 90’ Kioyo |

| Arbitro: | Walz |

|           |           |  |
| Koejoe 2’ | Marcatori |  |

| Arbitro: | Brombacher |

|                                      |           |  |
| Misimović 9’, 60’ Edu 28’ Zdebel 68’ | Marcatori |  |

| Arbitro: | Winkmann |

|                              |           |  |
| Bollmann 32’ (aut.) Kuru 44’ | Marcatori |  |

| Arbitro: | Gagelmann |

|                                       |           |          |
| Graf 8’, 18’ Rische 38’ Rodrigues 64’ | Marcatori | 87’ Kern |

| Arbitro: | Schalk |

|                                      |           |                 |
| Cafú 30’, 45’ Nauroth 43’ Németh 67’ | Marcatori | 70’ (rig.) Bick |

| Arbitro: | Kinhöfer |

|  |           |            |
|  | Marcatori | 43’ Ebbers |

| Arbitro: | Anklam |

|            |           |                     |
| Krejčí 82’ | Marcatori | 5’ (rig.), 39’ Bick |

| Arbitro: | Welz |

|  |           |           |
|  | Marcatori | 85’ Curri |

| Arbitro: | Kempter |

|                                                                           |           |  |
| Mutzel 9’ Kapllani 11’, 63’ Federico 38’ Schwarz 55’ Freis 68’ Männer 79’ | Marcatori |  |

| Arbitro: | Drees |

|                              |           |  |
| Bick 27’ Rische 73’ Graf 80’ | Marcatori |  |

| Arbitro: | Schößling |

|                          |           |  |
| Hajdarović 19’ Dudić 87’ | Marcatori |  |

### Coppa di Germania
| Arbitro: | Sippel |

|                     |           |            |
| Rische 41’ Graf 84’ | Marcatori | 28’ Koller |

| Arbitro: | Dingert |

|                                        |           |          |
| Koejoe 45’, 64’ Iashvili 78’ Antar 81’ | Marcatori | 29’ Graf |

## Statistiche

### Statistiche di squadra
| Competizione      | Punti | In casa | In casa | In casa | In casa | In casa | In casa | In trasferta | In trasferta | In trasferta | In trasferta | In trasferta | In trasferta | Totale | Totale | Totale | Totale | Totale | Totale | DR  |
| Competizione      | Punti | G       | V       | N       | P       | Gf      | Gs      | G            | V            | N            | P            | Gf           | Gs           | G      | V      | N      | P      | Gf     | Gs     | DR  |
| ----------------- | ----- | ------- | ------- | ------- | ------- | ------- | ------- | ------------ | ------------ | ------------ | ------------ | ------------ | ------------ | ------ | ------ | ------ | ------ | ------ | ------ | --- |
| 2. Bundesliga     | 43    | 17      | 9       | 3       | 5       | 25      | 12      | 17           | 4            | 1            | 12           | 12           | 36           | 34     | 13     | 4      | 17     | 37     | 48     | -11 |
| Coppa di Germania | -     | 1       | 1       | 0       | 0       | 2       | 1       | 1            | 0            | 0            | 1            | 1            | 4            | 2      | 1      | 0      | 1      | 3      | 5      | -2  |
| Totale            | 43    | 18      | 10      | 3       | 5       | 27      | 13      | 18           | 4            | 1            | 13           | 13           | 40           | 36     | 14     | 4      | 18     | 40     | 53     | -13 |

### Andamento in campionato
| Giornata  | 1  | 2 | 3 | 4 | 5 | 6 | 7 | 8 | 9 | 10 | 11 | 12 | 13 | 14 | 15 | 16 | 17 | 18 | 19 | 20 | 21 | 22 | 23 | 24 | 25 | 26 | 27 | 28 | 29 | 30 | 31 | 32 | 33 | 34 |
| --------- | -- | - | - | - | - | - | - | - | - | -- | -- | -- | -- | -- | -- | -- | -- | -- | -- | -- | -- | -- | -- | -- | -- | -- | -- | -- | -- | -- | -- | -- | -- | -- |
| Luogo     | T  | C | T | C | T | C | T | C | C | T  | C  | T  | C  | T  | C  | T  | C  | T  | T  | C  | T  | C  | C  | T  | T  | C  | C  | T  | C  | T  | C  | T  | C  | T  |
| Risultato | P  | V | V | V | N | V | P | N | N | P  | V  | P  | P  | V  | V  | P  | P  | P  | V  | V  | P  | N  | P  | P  | P  | V  | V  | P  | P  | V  | P  | P  | V  | P  |
| Posizione | 10 | 8 | 5 | 1 | 4 | 3 | 4 | 4 | 6 | 9  | 7  | 9  | 11 | 9  | 6  | 9  | 10 | 12 | 13 | 12 | 9  | 9  | 10 | 10 | 10 | 11 | 11 | 12 | 12 | 10 | 11 | 13 | 11 | 12 |

Legenda:

Luogo: C = Casa; T = Trasferta. Risultato: V = Vittoria; N = Pareggio; P = Sconfitta.

### Statistiche dei giocatori
| Giocatore       | 2. Bundesliga | 2. Bundesliga | 2. Bundesliga | 2. Bundesliga | Coppa di Germania | Coppa di Germania | Coppa di Germania | Coppa di Germania | Totale   | Totale | Totale      | Totale     |
| Giocatore       | Presenze      | Reti          | Ammonizioni   | Espulsioni    | Presenze          | Reti              | Ammonizioni       | Espulsioni        | Presenze | Reti   | Ammonizioni | Espulsioni |
| --------------- | ------------- | ------------- | ------------- | ------------- | ----------------- | ----------------- | ----------------- | ----------------- | -------- | ------ | ----------- | ---------- |
| M. Amedick      | 27            | 1             | 2             | 0             | 2                 | 0                 | 0                 | 0                 | 29       | 1      | 2           | 0          |
| M. Basar        | 0             | 0             | 0             | 0             | 0                 | 0                 | 0                 | 0                 | 0        | 0      | 0           | 0          |
| P. Bick         | 30            | 8             | 10            | 0             | 1                 | 0                 | 0                 | 0                 | 31       | 8      | 10          | 0          |
| D. Brinkmann    | 16            | 0             | 8             | 0             | 2                 | 0                 | 1                 | 0                 | 18       | 0      | 9           | 0          |
| A. Caruso       | 9             | 0             | 1             | 0             | 2                 | 0                 | 0                 | 0                 | 11       | 0      | 1           | 0          |
| N. Celikovic    | 11            | 0             | 1             | 0             | 1                 | 0                 | 0                 | 0                 | 12       | 0      | 1           | 0          |
| L. Fuchs        | 24            | 4             | 2             | 0             | 1                 | 0                 | 0                 | 0                 | 25       | 4      | 2           | 0          |
| D. Graf         | 26            | 6             | 1             | 0             | 2                 | 2                 | 0                 | 0                 | 28       | 8      | 1           | 0          |
| M. Grimm        | 33            | 0             | 3             | 0             | 2                 | 0                 | 0                 | 0                 | 35       | 0      | 3           | 0          |
| M. Hauswald     | 19            | 0             | 0             | 0             | 2                 | 0                 | 0                 | 0                 | 21       | 0      | 0           | 0          |
| D. Heun         | 23            | 0             | 1             | 1             | 0                 | 0                 | 0                 | 0                 | 23       | 0      | 1           | 1          |
| F. Holsing      | 22            | 1             | 2             | 0             | 1                 | 0                 | 0                 | 0                 | 23       | 1      | 2           | 0          |
| M. Janicki      | 4             | 0             | 0             | 0             | 1                 | 0                 | 0                 | 0                 | 5        | 0      | 0           | 0          |
| T. Jülich       | 17            | 0             | 3             | 0             | 1                 | 0                 | 0                 | 0                 | 18       | 0      | 3           | 0          |
| A. Kunze        | 0             | 0             | 0             | 0             | 0                 | 0                 | 0                 | 0                 | 0        | 0      | 0           | 0          |
| A. Kuru         | 29            | 7             | 2             | 0             | 2                 | 0                 | 0                 | 0                 | 31       | 7      | 2           | 0          |
| N. Lauenstein   | 0             | 0             | 0             | 0             | 0                 | 0                 | 0                 | 0                 | 0        | 0      | 0           | 0          |
| T. Lieberknecht | 21            | 0             | 9             | 0             | 0                 | 0                 | 0                 | 0                 | 21       | 0      | 9           | 0          |
| J. Rische       | 34            | 5             | 0             | 0             | 2                 | 1                 | 0                 | 0                 | 36       | 6      | 0           | 0          |
| K. Rodrigues    | 23            | 1             | 1             | 0             | 0                 | 0                 | 0                 | 0                 | 23       | 1      | 1           | 0          |
| B. Siegert      | 31            | 1             | 4             | 1             | 2                 | 0                 | 0                 | 0                 | 33       | 1      | 4           | 1          |
| T. Stuckmann    | 34            | 0             | 1             | 0             | 2                 | 0                 | 0                 | 0                 | 36       | 0      | 1           | 0          |
| T. Sümnich      | 4             | 0             | 1             | 0             | 0                 | 0                 | 0                 | 0                 | 4        | 0      | 1           | 0          |
| J. Tauer        | 29            | 0             | 6             | 0             | 2                 | 0                 | 0                 | 0                 | 31       | 0      | 6           | 0          |
| R. Wegner       | 2             | 0             | 0             | 0             | 0                 | 0                 | 0                 | 0                 | 2        | 0      | 0           | 0          |